# Wierzchucinek
Wierzchucinek – (niem. Hohenfelde) wieś w Polsce położona w województwie kujawsko-pomorskim, w powiecie bydgoskim, w gminie Sicienko.
W miejscowości zachował się pałac z 2 połowy XIX wieku, niegdyś własność hrabiny Anieli Potulickiej. 

## Podział administracyjny
W latach 1975–1998 miejscowość administracyjnie należała do województwa bydgoskiego.

## Demografia
Według Narodowego Spisu Powszechnego (III 2011 r.) miejscowość liczyła 272 mieszkańców. Jest piętnastą co do wielkości miejscowością gminy Sicienko.

## Parafia
We wsi mieści się parafia Matki Boskiej Szkaplerznej, erygowana 1 stycznia 1975, poprzez wydzielenie z parafii w Byszewie. 

## Pomniki przyrody
W parku dworskim rosną drzewa (10) uznane za pomniki przyrody:
- czereśnia ptasia o obwodzie przy powołaniu 64 cm[6]
- 2 lipy drobnolistne o obwodach przy powołaniu 296 i 348 cm
- 7 lip drobnolistnych rosnących w okręgu, o obwodach od 255 do 311 cm[7].

## Dawne cmentarze
Na terenie wsi zlokalizowany jest nieczynny cmentarz ewangelicki.